# Beck (EP)
Beck, también conocido como Beck.com B-Sides, es el segundo EP del músico estadounidense Beck, lanzado en 2001.

## Grabación
El álbum consta de b-sides desde la época de Midnite Vultures, dos remixes de "Mixed Bizness" y uno de "Sexx Laws". El auto-titulado EP sólo estaba disponible en el sitio web de Beck, y sólo 10 000 copias fueron impresas. Luego, fue reelanzado en CD y así también incluyó el video de "Nicotine & Gravy".

## Lista de canciones
Todas las canciones escritas y compuestas por Beck. 
| N.º   | Título                                                 | Duración |  |
| 1.    | «Arabian Nights»                                       | 4:11     |  |
| 2.    | «Dirty Dirty»                                          | 4:38     |  |
| 3.    | «Midnite Vultures»                                     | 7:17     |  |
| 4.    | «Mixed Bizness (The Latin Mix by Scatter-Shot Theory)» | 4:58     |  |
| 5.    | «Mixed Bizness (Hardmixn by Jake Kozel, aka Socket 7)» | 6:17     |  |
| 6.    | «Salt in the Wound»                                    | 3:24     |  |
| 7.    | «Sexx Laws (Malibu Remix)»                             | 6:53     |  |
| 8.    | «Zatyricon»                                            | 5:14     |  |
| 9.    | «Nicotine and Gravy (Enhanced Video)»                  | 3:24     |  |
| 42:41 |                                                        |          |  |